# یوهانس والنتینوس آندره
یوهانس والنتینوس آندره (آلمانی:Johann Valentin Andreae)، (زاده:۱۷ اوت ۱۵۸۶-مرگ ۲۷ ژوئن ۱۶۵۴) خداشناس آلمانی بود که و نویسندگی را با کتاب (Chymische Hochzeit Christiani Rosencreutz anno) آغاز کرد. این کتاب یکی از سه کتاب اصلی مکتب چلیپای گلگون می‌باشد که بیانگر افسانه‌ها و پدیده‌های فرهنگی آن دوران اروپا بود.
آندره یکی از سران جنبش آرمانگرایی پروتستان بود که در آلمان به رهبری یان آموس کمنسکی به وجود آمد و سراسر اروپا را دربر گرفت. هدف این جنبش آموزش علم به عنوان کلیدی برای رفاه عمومی بود؛ ولی همانند بسیاری از جنبش‌های دوران رنسانس این جنبش علمی نیز دارای آمیزه‌هایی از علوم هرمسیه، علوم خفیه و فلسفه نوافلاطونی بود. این جنبش‌ها به دلیل خطر مرتد نامبرده شدن توسط بنیادگرایان مذهبی (کاتولیک و پروتستان) و تحصیل کرده‌ها و اندیشمندان معمولاً فعالیت‌های خود را به شکل مخفیانه دنبال می‌کردند.

## زندگی
آندره در هرنبرگ، وورتمبرگ، پسر یوهانس آندره (۱۵۵۴-۱۶۰۱)، ناظر هرنبرگ و بعداً راهبایی کونیگزبرون به دنیا آمد. مادرش ماریا موزر به عنوان یک بیوه به توبینگن رفت و در سال های ۱۶۰۷-۱۶۱۷ داروساز دربار بود. آندریای جوان در سالهای ۱۶۰۴-۱۶۰۶ الهیات و علوم طبیعی را تحصیل کرد. او با کریستوف بسولد که علاقه آندره به باطنی‌گرایی را تشویق کرد، دوست شد. او حدودا در سال ۱۶۰۵ اولین نسخه "عروسی شیمیایی کریستین روزکروتز" را نوشت. او از معاینه نهایی و خدمات کلیسا منع شد، احتمالاً به دلیل چسباندن یک پاسکیل (یادداشت توهین آمیز، توهین آمیز) به درگاه صدراعظم انزلین، به مناسبت ازدواجش. پس از آن به تعلیم اشراف جوان پرداخت و با شاگردانش در سوئیس، فرانسه، اتریش و ایتالیا پیاده روی کرد. او از دیلینگن، سنگر یسوعیان، که او را دجال می دانست، بازدید کرد. در سال ۱۶۰۸ به توبینگن بازگشت. او با توبیاس هس، یک پزشک پاراسلزیایی که به پیشگویی آخرالزمانی علاقه داشت، آشنا شد. از سال ۱۶۱۰ تا ۱۶۱۲ آندره سفر کرد.
در سال ۱۶۱۲ مطالعات الهیات خود را در توبینگن از سر گرفت. پس از امتحان نهایی در سال ۱۶۱۴، وی در Vaihingen an der Enz شماس و در سال ۱۶۲۰ در Calw کشیش شد. در اینجا او مدرسه و مؤسسات اجتماعی را اصلاح کرد و مؤسساتی را برای امور خیریه و کمک‌های دیگر تأسیس کرد. برای این منظور، او Christliche Gottliebende Gesellschaft ("جامعه خدادوست مسیحی") را راه اندازی کرد. در سال ۱۶۲۸ او یک "یونیو کریستیانا" را طراحی کرد. او بودجه به دست آورد و کمک مؤثری برای بازسازی کالو که در نبرد نوردلینگن (۱۶۳۴) توسط سربازان امپراتوری ویران شد و توسط طاعون مورد بازدید قرار گرفت، به ارمغان آورد. در سال ۱۶۳۹، او واعظ دربار و عضو شورای کنسستروری (Konsistorialrat) در اشتوتگارت شد، جایی که او از اصلاحات اساسی کلیسا حمایت کرد. او همچنین مشاور معنوی شاهزاده خانم سلطنتی وورتمبرگ شد.
از جمله، او مرکز آموزشی توبینگر را تبلیغ کرد، تالار محل سکونت و تدریس که یک مدرسه علمیه تحت مالکیت و حمایت کلیسای انجیلی-لوتری در وورتمبرگ، در جنوب غربی آلمان بود. استیفت به عنوان یک صومعه اوتین در قرون وسطی تأسیس شد، اما پس از اصلاحات (در سال ۱۵۳۶)، دوک اولریش استیفت را به یک مدرسه علمیه تبدیل کرد که برای آماده کردن کشیش های پروتستان برای وورتمبرگ خدمت می کرد. یکی از شاگردان برجسته استیفت در این دوره یوهانس کپلر بود.
در سال ۱۶۴۶، آندره به عضویت Fruchtbringende Gesellschaft ("انجمن میوه آور") درآمد، جایی که نام مستعار شرکت der Mürbe ("نرم") را گرفت. در سال ۱۶۵۰، او مدیریت مدرسه صومعه ببنهاوزن را بر عهده گرفت. و در سال ۱۶۵۴ راهب مدرسه صومعه انجیلی آدلبرگ شد. او در اشتوتگارت درگذشت.

## رزیکروسیسم (چلیپای سرخ)
نقش او در پیدایش افسانه روزیکروسی (صلیب سرخ) بحث برانگیز است. او در زندگی‌نامه خود ادعا کرد که Chymische Hochzeit ("عروسی کیمیایی روزنکروتز") یکی از آثار او بوده است - به عنوان "ludibrium" که احتمالاً به معنای "لمپن" است. او در سن پیری گفت که این سند جعلی را در جوانی (حدود سال ۱۶۰۵) نوشته است. در آثار متأخر او، کیمیا به عنوان موضوعی تمسخرآمیز تلقی می‌شود و موسیقی، هنر، تئاتر و طالع بینی را در زمره علوم «کم‌تر جدی» قرار می‌دهند.
آندره یک الهیدان لوتری متدین و ارتدوکس بود که احتمالاً هیچ ارتباطی با دو مانیفست بزرگ این جامعه به اصطلاح "مخفی" - Fama fraternitatis یا Confessio fraternitatis نداشت. یا برادری آموخته شده آرمانگرایانه کسانی که وقف یک زندگی روحانی شده اند، به این امید که آنها اصلاحات دوم را آغاز کنند.
نوشته‌ها و تلاش‌های او انگیزه‌ای قوی برای روشنفکران پروتستان در آغاز قرن هفدهم ایجاد کرد و به نظر می‌رسد که او الهام‌بخش پایه‌گذاری The Unio Christiana بود که در نورنبرگ در طول سال ۱۶۲۸ توسط عده‌ای پاتریسیون و کلیسا تحت انگیزه یوهانس سائوبرت تأسیس شد. بزرگ قبیله. این جامعه اتوپیایی بعداً در اوایل دهه ۱۶۶۰ در اشتوتگارت احیا شد و برادری اتوپیایی دیگری به نام آنتیلیا (جامعه ای جمعی که یادآور صومعه است) در بالتیک در طول جنگ سی ساله توسعه یافت. بنیانگذاران هم از اعتقاد باکونی به علوم تجربی و هم از رساله های آندره الهام گرفتند. آنها بعداً تلاش کردند تا یک مستعمره در جزیره کوچکی در خلیج ریگا ایجاد کنند و مهاجرت به ویرجینیا را در نظر گرفتند.[نیازمند منبع]